# 歌時記 〜ふたりのビッグ（エッグ）ショー篇〜
『歌時記 〜ふたりのビッグ（エッグ）ショー篇〜』（かじき - ふたりのビッグエッグショーへん）は、ゆずの通算2作目のライブ・アルバム。2001年7月14日発売。発売元はセーニャ・アンド・カンパニー。

## 解説
- 2001年6月29日に行われた東京ドーム公演の模様が収録されたライブ・アルバム。5ヶ月後の12月26日にこのライブの模様を完全収録したDVD「Live Films ふたりのビッグ(エッグ)ショー 〜2時間53分 TOKYO DOME 完全ノーカット版〜」がリリースされた。
- 公演終了からアルバムリリースまでのインターバルが非常に短かったため、ライブ終了後すぐに選曲作業が行われたので、精神的にも肉体的にも非常にきつかった、と当時のインタビューで語っている。
- ブックレットは写真のみで歌詞は掲載されていない。たまごが主人公の漫画仕立てになっている。

## 収録曲
1. 春一番　（3:11）
作詞・作曲：穂口雄右
  - キャンディーズのカバー曲。路上時代によく歌っていた曲。夏前ということで、オリジナルとは歌詞を一部変えている。他のアーティストのカバー曲が収録されるのはこの曲が初めてである。
  - 2018年にはゆずがカバーした音源が伊藤園「お〜いお茶」のCMソングに起用された。
2. いこう　（3:21）
作詞・作曲：岩沢厚治
  - ミニアルバム『ゆずマン』収録曲。
3. ところで　（2:40）
作詞・作曲：岩沢厚治
  - ミニアルバム『ゆずマン』収録曲。
  - 演奏終了後、北川が次曲に関するMCをする。
4. 〜風まかせ〜　（4:24）
作詞・作曲：北川悠仁
  - ミニアルバム『ゆずマン』収録曲。
5. 境界線　（5:00）
作詞・作曲：岩沢厚治
  - 1stアルバム『ゆず一家』収録曲。
6. ねぇ　（4:37）
作詞・作曲：北川悠仁
  - 3rdアルバム『トビラ』収録曲。
7. センチメンタル　（4:23）
作詞・作曲：北川悠仁
  - 6thシングル表題曲。
8. くず星　（5:39）
作詞・作曲：岩沢厚治
  - 8thシングル表題曲。
  - ゆずのアルバムでは本作と「ゆずのみ〜拍手喝祭〜 日替わり全曲集+1」のみ収録されている。
9. 心のままに　（4:18）
作詞・作曲：北川悠仁
  - 8thシングル表題曲。
10. 夏色　（4:18）
作詞・作曲：北川悠仁
  - 1stシングル表題曲。
11. 3カウント　（3:33）
作詞・作曲：岩沢厚治
  - 11thシングル表題曲。
12. 友達の唄　（7:21）
作詞・作曲：北川悠仁
  - 7thシングル表題曲。
13. 嗚呼、青春の日々　（5:37）
作詞・作曲：北川悠仁
  - 9thシングル表題曲。
14. 飛べない鳥　（4:16）
作詞・作曲：岩沢厚治
  - 10thシングル表題曲。
15. いつか　（5:34）
作詞・作曲：北川悠仁
  - 4thシングル表題曲。
  - 一部の歌詞を観客が歌っている。